# Anthony Elanga
Anthony David Junior Elanga (Hyllie, 27 aprile 2002) è un calciatore svedese, attaccante del Newcastle Utd e della nazionale svedese.

## Biografia
È figlio di Joseph Elanga, ex calciatore della nazionale camerunese.

## Caratteristiche tecniche
Si tratta di un attaccante che può svariare in tutto l'attacco ma finora ha trovato maggior continuità come esterno offensivo. Un giocatore imprevedibile dato che è bravo nel dribbling e molto veloce palla al piede.

## Carriera

### Club

#### Gli inizi, Manchester Utd
Nato ad Hyllie, un distretto di Malmö. Entra a far parte delle giovanili del Manchester Utd nel 2014 dopo alcuni anni in patria nelle giovanili di Elfsborg e Malmö FF. Nella stagione 2019-2020 gioca alcuni incontri di EFL Trophy con la formazione Under-21 e viene successivamente nominato miglior giocatore del settore giovanile dei Red Devils.
Aggregato alla prima squadra nella seconda metà della stagione 2020-2021, fa il suo esordio fra i professionisti l'11 maggio 2021 giocando da titolare l'incontro di Premier League perso 2-1 contro il Leicester City; il 23 maggio seguente realizza la sua prima rete in carriera nella trasferta di campionato vinta 2-1 contro il Wolverhampton.
Promosso in prima squadra a partire dalla stagione seguente, l'8 dicembre 2021 fa il suo esordio in Champions League nella sfida pareggiata 1-1 in casa contro lo Young Boys. Il 24 dicembre seguente firma il rinnovo del contratto fino al 2026. Il 23 febbraio 2022 realizza la sua prima rete in Champions League mettendo a segno il gol del definitivo 1-1 all'andata contro l'Atlético Madrid; tuttavia la sua rete è stata vanificata al ritorno in quanto gli inglesi hanno perso in casa per 0-1.

#### Nottingham Forest
Il 25 luglio 2023 viene acquistato dal Nottingham Forest.. Esordisce il 12 agosto subentrando a dieci minuti dalla fine contro l'Arsenal servendo l'assist del 2-1 ad Awoniyi. Trova la sua prima rete il 2 settembre contro il Chelsea (1-0). Nel corso della stagione 2023-2024 mette a segno 5 goal e 9 assist in 36 presenze di Premier League.
L'annata successiva 2024-2025 trascina il Nottingham Forest al ritorno in Europa League, con 6 goal e 11 assist in 38 presenze nel massimo campionato inglese.

#### Newcastle Utd
L'11 luglio 2025 passa al Newcastle Utd per una cifra totale di circa 55 milioni di sterline.

### Nazionale
Dopo avere rappresentato le selezioni giovanili svedesi, il 16 marzo 2022 viene convocato per la prima volta in nazionale maggiore. Fa il suo esordio otto giorni dopo nella sfida vinta 1-0 contro la Rep. Ceca, valevole per i play-off di qualificazione ai Mondiali 2022. Il 5 giugno segna il suo primo gol coi gialloblù nella sconfitta casalinga contro la Norvegia in Nations League, fissando il punteggio sul definitivo 1-2.

## Statistiche

### Presenze e reti nei club
Statistiche aggiornate al 21 giugno 2025.
| Stagione                 | Squadra                  | Campionato               | Campionato | Campionato | Coppe nazionali | Coppe nazionali | Coppe nazionali | Coppe continentali | Coppe continentali | Coppe continentali | Altre coppe | Altre coppe | Altre coppe | Totale | Totale |
| Stagione                 | Squadra                  | Comp                     | Pres       | Reti       | Comp            | Pres            | Reti            | Comp               | Pres               | Reti               | Comp        | Pres        | Reti        | Pres   | Reti   |
| ------------------------ | ------------------------ | ------------------------ | ---------- | ---------- | --------------- | --------------- | --------------- | ------------------ | ------------------ | ------------------ | ----------- | ----------- | ----------- | ------ | ------ |
| 2020-2021                | Manchester Utd           | PL                       | 2          | 1          | FACup+CdL       | 0+0             | 0+0             | UEL                | 0                  | 0                  | -           | -           | -           | 2      | 1      |
| 2021-2022                | Manchester Utd           | PL                       | 21         | 2          | FACup+CdL       | 2+1             | 0+0             | UCL                | 3                  | 1                  | -           | -           | -           | 27     | 3      |
| 2022-2023                | Manchester Utd           | PL                       | 16         | 0          | FACup+CdL       | 1+4             | 0+0             | UEL                | 5                  | 0                  | -           | -           | -           | 26     | 0      |
| Totale Manchester Utd    | Totale Manchester Utd    | Totale Manchester Utd    | 39         | 3          |                 | 8               | 0               |                    | 8                  | 1                  |             | -           | -           | 55     | 4      |
| 2023-2024                | Nottingham Forest        | PL                       | 36         | 5          | FACup+CdL       | 2+1             | 0+0             | -                  | -                  | -                  | -           | -           | -           | 39     | 5      |
| 2024-2025                | Nottingham Forest        | PL                       | 38         | 6          | FACup+CdL       | 4+1             | 0+0             | -                  | -                  | -                  | -           | -           | -           | 43     | 6      |
| Totale Nottingham Forest | Totale Nottingham Forest | Totale Nottingham Forest | 74         | 11         |                 | 8               | 0               |                    | -                  | -                  |             | -           | -           | 83     | 11     |
| Totale carriera          | Totale carriera          | Totale carriera          | 113        | 14         |                 | 16              | 0               |                    | 8                  | 1                  |             | -           | -           | 137    | 15     |

### Cronologia presenze e reti in nazionale
| Cronologia completa delle presenze e delle reti in nazionale ― Svezia | Cronologia completa delle presenze e delle reti in nazionale ― Svezia | Cronologia completa delle presenze e delle reti in nazionale ― Svezia | Cronologia completa delle presenze e delle reti in nazionale ― Svezia | Cronologia completa delle presenze e delle reti in nazionale ― Svezia | Cronologia completa delle presenze e delle reti in nazionale ― Svezia | Cronologia completa delle presenze e delle reti in nazionale ― Svezia | Cronologia completa delle presenze e delle reti in nazionale ― Svezia |
| Data                                                                  | Città                                                                 | In casa                                                               | Risultato                                                             | Ospiti                                                                | Competizione                                                          | Reti                                                                  | Note                                                                  |
| --------------------------------------------------------------------- | --------------------------------------------------------------------- | --------------------------------------------------------------------- | --------------------------------------------------------------------- | --------------------------------------------------------------------- | --------------------------------------------------------------------- | --------------------------------------------------------------------- | --------------------------------------------------------------------- |
| 24-3-2022                                                             | Solna                                                                 | Svezia                                                                | 1 – 0 dts                                                             | Rep. Ceca                                                             | Qual. Mondiali 2022                                                   | -                                                                     | 115’                                                                  |
| 29-3-2022                                                             | Chorzów                                                               | Polonia                                                               | 2 – 0                                                                 | Svezia                                                                | Qual. Mondiali 2022                                                   | -                                                                     | 67’                                                                   |
| 5-6-2022                                                              | Solna                                                                 | Svezia                                                                | 1 – 2                                                                 | Norvegia                                                              | UEFA Nations League 2022-2023 - 1º turno                              | 1                                                                     | 66’                                                                   |
| 9-6-2022                                                              | Solna                                                                 | Svezia                                                                | 0 – 1                                                                 | Serbia                                                                | UEFA Nations League 2022-2023 - 1º turno                              | -                                                                     | 89’                                                                   |
| 12-6-2022                                                             | Oslo                                                                  | Norvegia                                                              | 3 – 2                                                                 | Svezia                                                                | UEFA Nations League 2022-2023 - 1º turno                              | -                                                                     | 58’                                                                   |
| 24-9-2022                                                             | Belgrado                                                              | Serbia                                                                | 4 – 1                                                                 | Svezia                                                                | UEFA Nations League 2022-2023 - 1º turno                              | -                                                                     | 64’                                                                   |
| 27-9-2022                                                             | Solna                                                                 | Svezia                                                                | 1 – 1                                                                 | Slovenia                                                              | UEFA Nations League 2022-2023 - 1º turno                              | -                                                                     | 70’                                                                   |
| 16-11-2022                                                            | Girona                                                                | Messico                                                               | 1 – 2                                                                 | Svezia                                                                | Amichevole                                                            | -                                                                     | 69’                                                                   |
| 19-11-2022                                                            | Malmö                                                                 | Svezia                                                                | 2 – 0                                                                 | Algeria                                                               | Amichevole                                                            | -                                                                     | 66’                                                                   |
| 27-3-2023                                                             | Solna                                                                 | Svezia                                                                | 5 – 0                                                                 | Azerbaigian                                                           | Qual. Euro 2024                                                       | 1                                                                     | 87’                                                                   |
| 16-6-2023                                                             | Solna                                                                 | Svezia                                                                | 4 – 1                                                                 | Nuova Zelanda                                                         | Amichevole                                                            | 1                                                                     | 61’                                                                   |
| 20-6-2023                                                             | Vienna                                                                | Austria                                                               | 2 – 0                                                                 | Svezia                                                                | Qual. Euro 2024                                                       | -                                                                     | 87’                                                                   |
| 12-10-2023                                                            | Solna                                                                 | Svezia                                                                | 3 – 1                                                                 | Moldavia                                                              | Amichevole                                                            | -                                                                     | 46’                                                                   |
| 21-3-2024                                                             | Guimaraes                                                             | Portogallo                                                            | 5 – 2                                                                 | Svezia                                                                | Amichevole                                                            | -                                                                     | 60’                                                                   |
| 25-3-2024                                                             | Solna                                                                 | Svezia                                                                | 1 – 0                                                                 | Albania                                                               | Amichevole                                                            | -                                                                     | 78’                                                                   |
| 5-6-2024                                                              | Copenaghen                                                            | Danimarca                                                             | 2 – 1                                                                 | Svezia                                                                | Amichevole                                                            | -                                                                     |                                                                       |
| 8-6-2024                                                              | Solna                                                                 | Svezia                                                                | 0 – 3                                                                 | Serbia                                                                | Amichevole                                                            | -                                                                     | 62’                                                                   |
| 5-9-2024                                                              | Baku                                                                  | Azerbaigian                                                           | 1 – 3                                                                 | Svezia                                                                | UEFA Nations League 2024-2025 - 1º turno                              | -                                                                     | 46’                                                                   |
| 8-9-2024                                                              | Solna                                                                 | Svezia                                                                | 3 – 0                                                                 | Estonia                                                               | UEFA Nations League 2024-2025 - 1º turno                              | -                                                                     | 79’                                                                   |
| 22-3-2025                                                             | Lussemburgo                                                           | Lussemburgo                                                           | 1 – 0                                                                 | Svezia                                                                | Amichevole                                                            | -                                                                     | 62’                                                                   |
| 25-3-2025                                                             | Solna                                                                 | Svezia                                                                | 5 – 1                                                                 | Irlanda del Nord                                                      | Amichevole                                                            | 1                                                                     | 71’                                                                   |
| 6-6-2025                                                              | Budapest                                                              | Ungheria                                                              | 0 – 2                                                                 | Svezia                                                                | Amichevole                                                            | -                                                                     |                                                                       |
| Totale                                                                |                                                                       | Presenze                                                              | 22                                                                    |                                                                       | Reti                                                                  | 4                                                                     |                                                                       |

## Palmarès

### Club

#### Competizioni nazionali
- Coppa di Lega inglese: 1

Manchester United: 2022-2023